# Massimo Ballone
Massimo Ballone (Pescara, 25 aprile 1961) è un criminale italiano.
Ballone è l'ex boss della Banda Battestini di Pescara e fu condannato a oltre trent'anni di carcere per numerose rapine a banche e portavalori a cavallo degli anni Settanta e Ottanta.

## Biografia
In una clamorosa evasione armata dal carcere di Pescara, nel 1985, morirono due suoi compagni di fuga. Catturato dopo pochi giorni a Roma, sconta sette anni di carcere duro in diversi penitenziari tra cui Isola di Pianosa, Asinara, Badu 'e Carros di Nuoro. Evade nuovamente da Rebibbia e durante la sua latitanza, durata quasi tre anni, viene casualmente fermato e arrestato in Belgio. Riesce ad evadere di nuovo dopo soli tre giorni dal carcere di San Gil di Bruxelles e si rifugia in Venezuela, dove finirà la sua latitanza arrestato nel 1998 dall'Interpol italiana in collaborazione con quella Venezuelana. Passa tre mesi nel carcere di Tocuyto, è coinvolto in una protesta per la scarsità del cibo. La protesta - pacifica - viene fatta passare come tentativo di fuga in massa e sarà con questo pretesto violentemente repressa dalle guardie del carcere. Tre detenuti saranno ritrovati morti nella sezione dove era ristretto. Viene estradato in Italia.
Nel carcere di Sulmona scrive un libro autobiografico, Al di sotto del cuore (Edizioni Tracce), con prefazione di Francesco Sidoti. Si laurea con lode in Scienze dell'educazione presso l'Università dell'Aquila ottenendo anche la dignità di pubblicazione per la originalità della tesi di criminologia sociale dal titolo "Responsabilizzazione e presa di coscienza nella pena". Durante la detenzione e gli studi, scrive a Indro Montanelli ponendogli domande di storia moderna
Umberto Galimberti nel dicembre del 2002 particolarmente colpito dal suo libro autobiografico ne consiglia la lettura in una recensione dedicatagli sull'intera pagina culturale de La Repubblica.
Sulla sua vicenda il regista Massimo D'Anolfi realizza nel 2003 un film-documentario, Si torna a casa - appunti per un film. Nel 2005 pubblica su La Grande Promessa, giornale del carcere di Porto Azzurro, uno studio sulle biblioteche nei penitenziari.
Dopo ventiquattro anni di pena scontata ottiene la semilibertà. Lavora presso "La Cometa", una cooperativa di manutenzione di parchi pubblici.
Nel 2006 mette a segno una rapina milionaria ad un furgone blindato e, divenuto "il più noto esponente della malavita abruzzese", viene clamorosamente riarrestato (nel corso dell'operazione dei carabinieri denominata "Ultimo minuto") mentre prepara un colpo al caveau dell'Ivri di Sambuceto contenente 20 milioni di euro. Nell'aprile 2008 riceve una prima condanna a 2 anni e 4 mesi di reclusione al termine di un processo con rito abbreviato nel quale è stato riconosciuto come capo della banda criminale autrice di una serie di rapine. Decorsi i termini di carcerazione preventiva viene rimesso in libertà e sottoposto alla vigilanza speciale. Sposato con Diana, la sua compagna moldava, è diventato padre di una bimba e successivamente di un bambino..